# The Unique Thelonious Monk
The Unique Thelonious Monk ist ein Album von Thelonious Monk. Die Aufnahmen, die im Studio von Rudy Van Gelder in Hackensack, New Jersey, am 17. März und 3. April 1956 entstanden waren, erschienen 1956 als Langspielplatte in der Riverside Contemporary Series bei Riverside Records und ab 1983 auch als Compact Disc.

## Hintergrund
Das Album The Unique Thelonious Monk (1956) war die zweite 12"-Langspielplatte des Pianisten während seiner fünfjährigen Zeit bei Riverside Records. Wie sein Debüt für das Label, Plays Duke Ellington (aufgenommen 1955), enthielt das interpretierte Material auf diesem Album erneut keine Kompositionen von Monk. Die ausgewählten Standards präsentierten den Pianisten und Bandleader im Kontext bekannter Melodien wie „Honeysuckle Rose“ an der Spitze eines Trios – bestehend aus Oscar Pettiford (Bass) und Art Blakey (Schlagzeug), was dazu führte, ihn weiter zu etablieren. In Bezug auf das Personal ersetzte Blakey Kenny Clarke, während Pettiford Monk bereits auf der Ellington-Platte begleitet hatte.

## Titelliste
- Thelonious Monk – The Unique Thelonious Monk (Riverside Records – RLP 12-209)[2]

A1 Liza (Ira und George Gershwin) 3:13

A2 Memories of You (Andy Razaf, Eubie Blake) 4:17 (solo)

A3 Honeysuckle Rose (Andy Razaf, Fats Waller) 5:34

A4 Darn That Dream (Johnny Burke, Jimmy Van Heusen) 6:30
B1 Tea for Two (Irving Caesar, Vincent Youmans) 5:55

B2 You Are Too Beautiful (Lorenz Hart, Richard Rodgers) 4:56

B3 Just You, Just Me (Jesse Greer, Raymond Klages) 7:57

## Rezeption
Lindsay Planer verlieh dem Album in Allmusic 4½ (von 5) Sterne und urteilte, die Kooperation von Monk und Blakey könne nicht hoch genug bewertet werden. Der Beweis für ihre unheimliche instrumentale Interaktion bilde sofort einen rhythmischen Fokus in „Liza“, da die beiden musikalisch Katz und Maus spielten. Die LP ende mit einem der denkwürdigsten Stücke Monks über das lustige und freilaufende „Just You, Just Me“. Das Trio stolziert und gleitet, während Monks komplizierter Fingersatz gleichzeitig seine körperliche Geschicklichkeit sowie seine Fertigkeit zeigt, geschmeidig zu spielen.
Brian Priestley bewertete das Album in Jazzwise mit vier Sternen und betonte, dass sich Monks Bearbeitung von Standards in oft skurrilen Interpretationen konzentrierte wie etwa „Tea for Two“, das vollständig mit der Sequenz von Monks „Skippy“ (1952) reharmonisiert wurde.
Nach Ansicht von Thomas Fitterling war Monk bei der Auswahl des Materials mit mehr Eigeninitiative als beim Vorgängeralbum beteiligt; dem Pianisten scheinen die Songs vertrauter zu sein. So biete das „Unique-Album uneingeschränkt eigentliche Monk-Musik und klingt ungleich frischer als die Ellington-Platte. Rudy Van Gelder sorgte dafür, dass des technische Aspekt des Klanges stimmt.“